# Monodelphis brevicaudata
Espèce
Statut de conservation UICN

 LC  : Préoccupation mineure
Répartition géographique
Monodelphis brevicaudata, de nom commun Opossum-musaraigne à pattes rouges, est une espèce américaine de la famille des Didelphidae.

## Description
Les mâles ont une longueur de tronc de 14,3 à 17 cm, une queue de 6,4 à 9,7 cm de long et un poids de 70 à 127 g. Les femelles sont plus petites et ont une longueur de corps de 12,8 à 16,1 cm, ont une queue de 7,1 à 8,7 cm de long et ont un poids de 50 à 81 g. La forme et la taille du crâne sont inégales chez les mâles et les femelles. La queue a une longueur d'environ 50% de la longueur de la tête. 
L'espèce est en grande partie glabre sur le dessous et seul le quartier proche du corps est poilu sur le dessus. Sur le dos, les animaux sont de couleur brunâtre ou gris brunâtre, certains individus sont également de couleur brun rougeâtre, comme les côtés du corps. Les côtés de la tête sont rougeâtres et une étroite bande centrale gris clair, jaunâtre ou orange est visible sur la tête et le museau. Il n'y a pas de cernes. Le péritoine est gris crème et contraste nettement avec les côtés rougeâtres du corps. Le menton et la gorge sont rougeâtres. La fourrure mesure environ 8 mm de long sur le dos et 4 mm sur le ventre. Les pieds sont brun clair ou foncé ou gris. Les oreilles sont petites, en grande partie glabres et brun clair ou foncé ou gris. La queue n'est poilue qu'à la base et est noire dessus et claire dessous, les oreilles sont glabres et brunes.
Les femelles n'ont pas de poche. Le nombre de tétines est de neuf, une au milieu et quatre de chaque côté.

## Répartition
Monodelphis brevicaudata vit au Venezuela au sud de l'Orénoque, au nord de Guyana et au nord du Brésil, au nord du Rio Negro et à l'ouest de son affluent Rio Branco.
Elle vit principalement dans les forêts tropicales humides, généralement dans les forêts tropicales humides matures et secondaires, les plantations ou les jardins, y compris les bords des clairières. On ne le trouve pas aussi souvent dans les forêts sèches de feuillus. Elle vit à des hauteurs de 95 à 400 m, mais il y a des découvertes occasionnelles dans des régions plus élevées de 620 à 1 050 m.

## Comportement
La durée de vie à l'état sauvage est inconnue, mais en captivité, l'espèce vit en moyenne environ 4 ans. Elle vit dans des zones boisées, mais est un mauvais grimpeur et reste sur le sol de la forêt. Elle est nocturne et pendant la journée reste dans des nids dans des rondins creux ou des troncs d'arbres et est active au crépuscule.
Son régime alimentaire se compose de graines, de pousses et de fruits, de charognes, d'insectes tels que les cafards, les grillons et les araignées et de quelques petits rongeurs. Les rongeurs sont tués avec une puissante morsure à l'arrière de la tête.

## Reproduction
Les Monodelphis brevicaudata sont polygynes et deviennent sexuellement matures vers 4 à 5 mois. Les mâles des groupes peuvent être violents et se battre entre eux pour le territoire et les partenaires. Il y a 7 petits nés par portée, et si elles sont en assez bonne santé, les femelles peuvent avoir 4 portées par an. La saison de reproduction s'étend généralement de mai à août, mais semble être similaire à celle de Monodelphis domestica. On suppose que les femelles peuvent faire preuve d'une certaine forme de soins parentaux puisqu'elles doivent s'occuper des jeunes après la naissance pendant environ 50 jours. La poche de M. brevicaudata n'est pas aussi développée que chez les autres marsupiaux. Les jeunes s'accrochent à la fourrure et aux mamelons de la mère et montent sur son dos lorsqu'ils sont assez vieux pour s'y accrocher. La forme des rainures urétrales des organes génitaux des mâles est utilisée pour distinguer Monodelphis brevicaudata, Monodelphis domestica et Monodelphis americana. Les rainures forment deux canaux séparés qui forment les plis ventraux et dorsaux du tissu érectile.

## Parasite
Monodelphis brevicaudata peut être infecté par Trypanosoma cruzi.